# Ferdinand Friedensbacher
Ferdinand „Ferdl“ Friedensbacher (* 5. Dezember 1911 in Kitzbühel, Österreich-Ungarn; † 7. Jänner 1987 in Innsbruck, Österreich) war ein österreichischer Skirennläufer, Skispringer, Mitglied der NSDAP, der Gestapo und der SS.
Er ging 1931 als erster Sieger der Hahnenkammabfahrt in die Geschichte ein. Für ein während des Zweiten Weltkriegs auf Kreta begangenes Tötungsdelikt musste er sich 1970 vor Gericht verantworten.

## Biografie
Ferdinand Friedensbacher kam 1911 in Kitzbühel zur Welt und wuchs als einziges Kind einer Sennerin in der Nachbargemeinde Jochberg auf. Beim Kitzbüheler Meister Josef Stanger absolvierte er eine Lehre als Tapezierer und Sattler, fand danach aber nur temporäre Anstellungen.

### Sportliche Laufbahn
Friedensbacher erlernte in seiner Kindheit und Jugend neben dem Skifahren auch das Skispringen und nahm bereits 1924 an den österreichischen und Tiroler akademischen Meisterschaften teil, wo er Platz fünf belegte. 1928 gelang ihm im Rahmen des Kitzbüheler Jugendskitags ein 24-Meter-Satz auf der Schattbergschanze. Im selben Jahr siegte er beim Eröffnungsspringen in Innsbruck in der Klasse II, 1929 trat er dem Kitzbüheler Ski Club (KSC) bei. Seinen größten Karriereerfolg feierte er am 28. März 1931, als er die zum damaligen Zeitpunkt unbedeutende erste Austragung der Hahnenkammabfahrt gewann. Er benötigte dafür eine Zeit von 4:34,12 Minuten, von 26 gestarteten Läufern erreichten lediglich neun das Ziel. Die Strecke führte wie in den folgenden drei Jahren von der Ehrenbachhöhe über die Fleck(alm) nach Kirchberg und dabei über zwei Zäune, wie sich Friedensbacher 1985 in einem Gespräch mit der Tiroler Tageszeitung erinnerte.
Danach gelangen Friedensbacher vor allem Siege im Skispringen. 1934 etwa entschied er das Eröffnungsspringen auf der Schanze in Aurach bei Kitzbühel für sich. Nach dem Zweiten Weltkrieg setzte er seine sportliche Laufbahn fort und gewann unter anderem 1947 das heute nicht mehr ausgetragene Hahnenkammspringen. 1948 ging er aus dem Länderspringen in St. Johann in Tirol und Fieberbrunn als Sieger hervor und kürte sich zum Kitzbüheler Vereinsmeister. Bis ins hohe Alter nahm er als Skirennläufer an den Vereinsmeisterschaften teil, das letzte Mal im Jahr 1984. Sowohl KSC als auch ÖSV verliehen ihm Ehrenzeichen für seine Verdienste um den Sport.

### Karriere als Polizist und während der NS-Zeit
Nur einen Monat nach seinem Abfahrtssieg trat Friedensbacher dem Bundesheer bei und diente im Tiroler Jägerregiment. Nach vier Jahren als Soldat trat er in die Gendarmerie ein, nach dem „Anschluss“ 1938 wechselte er zur Kriminalpolizei, die im NS-Staat Teil der Sicherheitspolizei war. Er wurde in die Rückverfolgungsabteilung einberufen und bald zum Hilfskommissar befördert. Er tritt der NSDAP bei und wird Beamter der Gestapo in Innsbruck, kurz danach sucht er bei der SS um Mitgliedschaft an.
Im Juli 1939 wurde er in die Gestapo Abteilung II Unterabteilung C versetzt und war mit der Überwachung und Befragung religiöser Gruppen wie den Zeugen Jehovas betraut. Friedensbacher erhielt Ehrungen für außergewöhnliche Leistungen, darunter zwei Erwähnungen für Tapferkeit, einmal für die Festnahme eines Kriminellen während seiner Zeit als Gendarm und einmal für die Rettung zweier Leute vor dem Ertrinken.
Nach Kriegsbeginn wurde Friedensbacher im November 1939 in Gruppe 611 der Geheimen Feldpolizei (GFP) nach Hannover einberufen. 1940 kam seine Gruppe zu Einsätzen in den Niederlanden, Belgien und Frankreich. Nach dem Balkanfeldzug im April 1941 entsandte das Oberkommando die Gruppe nach Athen. Friedensbacher selbst kam einige Wochen später an, da er sich bei einem Zugunfall in Transsilvanien eine Verletzung zugezogen hatte und im Militärspital Wien behandelt werden musste. Die GFP-Gruppe 611 hatte in Chania eine Dienststelle. Der östliche Zeil Kretas wurde den Italienern überlassen. Nach dem Rückzug der Italiener ab 8. September 1943 sollte Feldpolizeisekretär Friedensbacher einen GFP-Posten im südöstlichen Teil der Insel errichten. Er bezog schließlich mit drei Hilfspolizisten, zwei Fahrern und einem Dolmetscher einen Außenposten in Agios Nikolaos, seine Aufgabe war das Ausspionieren und die Befragung verdächtiger Personen. Im Spätsommer 1944 kehrte die Gruppe auf das griechische Festland zurück.
Im April 1945 wurde Friedensbacher schließlich als Unteroffizier in seine Heimatprovinz Tirol geschickt, um einen Rückzugsort für seine Einheit zu finden. Als er erfuhr, dass die Grenze bereits geschlossen war und sich US-amerikanische Truppen auf dem Weg befanden, verließ er die Wehrmacht und schloss sich in Kitzbühel mithilfe von Verwandten dem Widerstand von Max Werner an. Seine Aufgaben waren das Finden von Verstecken und die Bereitstellung von Essen für die US-Fallschirmjäger.

### Mordanklage 1970
Während deutsche und griechische Justiz die von der Geheimen Feldpolizei in Griechenland verübten Kriegsverbrechen aufarbeiteten, wurden sie auch auf Ferdinand Friedensbacher aufmerksam. Nachdem sich 1964 zunächst das Oberlandesgericht Athen nicht zuständig für die Verfolgung deutscher Militärangehöriger erklärt hatte, schied er noch im selben Jahr als in Österreich wohnhafter österreichischer Staatsbürger auch aus dem deutschen Verfahren aus. Damit oblag die Strafverfolgung der Staatsanwaltschaft Innsbruck. Friedensbacher wurde angelastet, bei seinem Aufenthalt in Agios Nikolaos den 30-jährigen Apotheker und Partisanen Joseph Sakkadakis erschossen zu haben. Die Anklageschrift vom 30. Oktober 1970 macht klar, dass dies nicht zu seinem Aufgabenbereich gehörte:

„Zum Aufgabenkreis der Geheimen Feldpolizei gehörte insbesondere der Schutz der kämpfenden Truppe gegen Spionage und Sabotage und die Erfüllung kriminalpolizeilicher Obliegenheiten innerhalb der Truppe des Feldheeres. Politische Aufgaben hatte die Geheime Feldpolizei nicht zu erfüllen, ebensowenig gehörte die Durchführung von Exekutionen zu ihrem Aufgabenkreis.“

Diese Darstellung verharmlost die Rolle der Geheimen Feldpolizei im NS-Kriegssystem: Die Angehörigen der GFP wurden von der Sicherheitspolizei gestellt, somit dem politischen Zweig der NS-Polizei (Kriminalpolizei, Gestapo, SD). Sie verhörten unter „Spionage und Abwehr“ tatsächliche oder vermutete Partisanen und andere politische Gegner, um an weitere Informationen kommen. Die nicht unter Folter starben, oder aufgrund der Angaben exekutiert wurden, kamen in ein Gefängnis und wurden nach ungeklärten Attentaten als Geiseln exekutiert oder zur Zwangsarbeit in Rüstungsbetriebe ins „Reich“ verfrachtet.
Während intensiver Befragungen 1969 und 1970 gab der ehemalige Polizist gegenüber den Innsbrucker Behörden zu, bei der Erschießung des Griechen ungesetzlich gehandelt zu haben und begründete das mit seiner Unerfahrenheit. Laut eigener Aussage habe er mithilfe des Dolmetschers bis drei gezählt und dann abgedrückt, als er nicht die gewünschte Auskunft erhalten hatte. Die Anklage warf dem Beschuldigten ein Kriegsverbrechen vor und lautete auf Mord. Die Gerichtsverhandlung fand am 9. Dezember 1970 statt und dauerte lediglich fünf Stunden. Friedensbacher räumte zwar eine Verletzung des Kriegsrechts ein, bestand aber auf seinem „moralischen Recht“. Das Geschworenengericht befand, der Angeklagte hätte in Anbetracht der Umstände nicht aus „niederen Beweggründen“ und ohne „Grausamkeit“ gehandelt und einigte sich auf Totschlag. Weil die 20-jährige Verjährung des zur Anwendung gekommenen deutschen RStGB bereits abgelaufen war, endete das Verfahren mit einem Freispruch. Eine Nichtigkeitsbeschwerde der StA blieb ohne Erfolg.
Die überregionale Presse reagierte unterschiedlich auf das Urteil. Während etwa die Salzburger Nachrichten versuchten, den Freispruch mit einem Bericht über die Grausamkeit der griechischen Partisanen zu rechtfertigen, schrieb die Arbeiter-Zeitung von einem ungesühnten „kaltblütigen Mord“. Nach Ansicht des Historikers Winfried Garscha fügt sich der Freispruch von Friedensbacher in eine lange Reihe an Fehlentscheidungen der österreichischen Nachkriegsjustiz bei der Beurteilung von NS-Verbrechen ein. Dass weder Justiz noch Politik dazu bereit waren, das Urteil zu hinterfragten, sei ein weiteres Beispiel für die hartnäckige Ablehnung der österreichischen Mitverantwortung am Nationalsozialismus.
Einer neuern Publikation zur Geheimen Feldpolizei zufolge soll Friedensbacher auch beim von der Wehrmacht verübten Massaker von Viannos mit über 500 Opfern und der Zerstörung von umliegenden Dörfern eine Rolle gespielt haben, eine belegte Quelle dafür gibt es nicht. Es ist fraglich, ob er zu diesem frühen Zeitpunkt (14.–16.9.1943) bereits den Außenposten im Westen Kretas eingerichtet hatte.

### Privatleben
Ende der 1930er Jahre lernte Friedensbacher während seiner Zeit als Kriminalpolizist in Innsbruck seine künftige Ehefrau kennen. Sie gebar ihm Zwillinge, die jedoch kurz nach der Geburt verstarben. Zwei Jahre später wurde er Vater eines Sohnes. Nach Kriegsende arbeitete er einige Monate als Gendarm und zog nach kurzer Anstellung bei der Gemeinde Kitzbühel mit seiner Familie zurück nach Innsbruck. 1947 legte er die Skilehrerprüfung ab und arbeitete in Kitzbühel, ehe er 1955 die Leitung der Skischule Jochberg übernahm. In den Sommermonaten nahm er sein erlerntes Handwerk als Tapezierer wieder auf. Das Gerichtsverfahren bewog ihn dazu, seinen Besitz in Jochberg und den Posten als Skischulleiter aufzugeben und endgültig in die Landeshauptstadt zurückziehen.
Am 7. Jänner 1987 verstarb Friedensbacher einen Monat nach seinem 75. Geburtstag in Innsbruck. Fünf Tage später wurde er unter großer Anteilnahme des Kitzbüheler Ski Clubs, angeführt durch Standartenträger Christian Pravda, am Westfriedhof beigesetzt.

## Erfolge und Auszeichnungen
- 1931: 1. Platz Hahnenkammabfahrt
- 1933: KSC Sportehrenzeichen in Silber
- 1947: 1. Platz Hahnenkammspringen
- 1948: 1. Platz Länderspringen in St. Johann in Tirol und Fieberbrunn

## Anmerkung
1. ↑  Der biographische Text von Winfried Garscha stützt sich auf die Polizeiakte und Befragungen durch den Untersuchungsrichter aus den Jahren 1969 und 1970. Eine Kopie des Gerichtsaktes (LG Innsbruck 19 Vr 415/70) ist im Dokumentationsarchiv des österreichischen Widerstandes unter der Nummer 21221 archiviert.